# 新洞駅
新洞駅（シンドンえき）は、大韓民国慶尚北道漆谷郡枝川面にある、韓国鉄道公社（KORAIL）の駅。ムグンファ号は1209号のみ停車する。

## 接続する鉄道路線
韓国鉄道公社
京釜線
新洞貨物線

## 駅構造
島式ホーム2面4線を有する地上駅。各ホームと駅舎は構内踏切で連絡している。

### のりば
| 1・2 | 京釜線 | 東大邱・密陽・亀浦・釜山方面 |
| 3・4 | 京釜線 | 金泉・大田・天安・ソウル方面 |

## 利用状況
2010年度の1日平均乗車人員は14人、1日平均乗降人員は25人である。

## 駅周辺
- 漆谷高等学校
- 新童初等学校
- 枝川面事務所
- 白雲寺

## 歴史
- 1918年10月25日 - 普通駅として開業。
- 1989年7月13日 - 現代セメント専用線を新設。
- 1990年2月1日 - 枝川駅の管理駅に指定。
- 2004年7月17日 - 新駅舎竣工。
- 2010年1月2日 - 新洞貨物線開通。

## 隣の駅
韓国鉄道公社　
京釜線　
ITX-セマウル・大慶線
通過
ムグンファ号
倭館駅 - 新洞駅 - 大邱駅
新洞貨物線
新洞駅 - 新洞貨物駅